# Dương Đầu
Dương Đầu (chữ Hán: 杨头, ? – ?), người dân tộc Đê, tông tộc, tướng lĩnh nước Cừu Trì vào đời Nam Bắc triều. Sau khi thủ lĩnh Dương Văn Đức bị cầm tù ở Kinh Châu, ông trở thành nhân vật có quyền lực nhất của dòng dõi họ Dương ở Cừu Trì, phục vụ chánh quyền Lưu Tống, cho đến khi Dương Nguyên Hòa được lập làm thủ lĩnh.

## Cuộc đời và sự nghiệp
Xét vai vế trong tông tộc họ Dương, Đầu là em họ của thủ lĩnh Dương Văn Đức. Năm 450, Văn Đức thua trận, bị kết tội, phải chịu cầm tù ở Kinh Châu. Triều đình Lưu Tống lấy Đầu thay thế Văn Đức đồn thú ở thành Gia Lô. Đầu có mẹ, vợ con và anh em đều bị đưa sang Bắc Ngụy, nhưng vẫn trung thành với Lưu Tống. Ung Châu thứ sử Vương Huyền Mô nhận xét Gia Lô là thành trì trọng yếu để tranh giành khu vực Hán Xuyên, Đầu lại là người trung thành đáng tin, nên tiến cử ông trở thành Cừu Trì thủ lĩnh, nhưng Lưu Tống Văn đế không nghe.
Năm 455, Văn đế cho con của thủ lĩnh Dương Bảo Tông là Dương Nguyên Hòa được nối tước Vũ Đô vương, làm Chinh lỗ tướng quân, đồn thú Bạch Thủy; còn Đầu làm Phụ quốc tướng quân, tiếp tục giữ Gia Lô. Sử cũ không chép thêm gì nữa về Đầu, nhưng đến năm 466, Nguyên Hòa tự thấy không đảm đương được, bèn chạy sang Bắc Ngụy; em họ Nguyên Hòa là Tăng Tự tự lập làm thủ lĩnh, đồn trú Gia Lô: có lẽ khi ấy Đầu đã mất.